# Sagamichthys schnakenbecki
Sagamichthys schnakenbecki is een straalvinnige vissensoort uit de familie van glaskopvissen (Platytroctidae). De wetenschappelijke naam van de soort is voor het eerst geldig gepubliceerd in 1953 door Krefft.